# آزارود
آزارود (به لاتین: Azaru) یک منطقهٔ مسکونی در جمهوری آذربایجان است که در شهرستان آستارا و در دامنه‌های رشته‌کوه پشته‌سر واقع شده‌است.

## ریشه واژه
آزو/آسو/آزا در زبان تالشی به معنای سریع و رو/رود به معنای رود است.